# 최원혁
최원혁(崔元赫, 1992년 8월 7일 ~ )은 대한민국의 농구 선수이자, 서울 SK 나이츠  소속의 농구 선수이다.

## 선수경력

### 서울 SK 나이츠시절
2014년 KBL 신인 드래프트에서 2라운드 3순위로 서울 SK 나이츠에 지명되었다. 지명 후 수비 전문 가드 및 식스맨으로 활약했다.

### 상무 농구단시절
2019년 6월 17일 상무 농구단에 입대해서 2021년 1월 11일 제대했다.

## 출신학교
- 인천송림초등학교
- 송도중학교
- 송도고등학교
- 한양대학교 학사

## 에피소드
- 팀 수비 이해도가 뛰어나고 발이 빠르고 상대 수비자를 쫓아가면서 몸싸움을 많이 시도하는 편이다.
- 같은 서울 SK 나이츠 소속 선수인 김선형의 송도중학교, 송도고등학교 4년 후배이다.